# Джон Батист
Джонатан Майкъл Батист (на английски: Jonathan Michael Batiste) е американски музикант, певец, композитор и актьор.
Роден е на 11 ноември 1986 година в Метари, Луизиана, в афроамериканско католическо семейство с музикантски традиции. От ранна възраст свири със свои роднини, първоначално на ударни инструменти, а след това на пиано. През 2011 година получава магистърска степен от музикалното училище „Джулиард“. Получава широка известност като ръководител в периода 2015 – 2022 година на музикалната група на популярното ток шоу на Стивън Колбер. През 2020 година получава „Оскар“ за най-добра оригинална музика на филма „За душата“, носител е и на няколко награди „Грами“.